# Tavua Football Club
El Tavua Football Club es un equipo de fútbol de Fiyi que juega en la Liga Nacional de Fútbol de Fiyi, la máxima categoría de fútbol en el país.

## Historia
Fue fundado en el año 1942 en el poblado de Tavua, al oeste de la isla de Viti Levu luego de que se formara la Asociación de Fútbol de Tavua, teniendo sus mejores años en los años 1990 donde fue campeón de copa en 1994 y campeón del torneo interdistrital al año siguiente.
Fue hasta el año 2012 que jugó por primera vez en la Liga Nacional de Fiyi, descendiendo en ese mismo año.

## Palmarés
- Segunda División de Fiyi: 2

1984, 2017
- Inter-District Championship: 1

1995
- Fiji Football Association Cup Tournament: 1

1994